# Бурчак Федір Степанович
Бурча́к Фе́дір Степа́нович (нар. 1863 — не раніше 1926) — український лікар, державний діяч, виконувач обов'язків Київського міського голови у 1916–1917 роках.

## Біографія
Народився у міщанській родині. Вищу освіту здобув на медичному факультеті Київського університету Св. Володимира (випуск 1888 року).
Закінчивши університет, почав працювати сільським лікарем Скричанської дільниці Мозирського повіту Мінської губернії, згодом його було переведено на посаду сільського лікаря
Річицької дільниці. 1898 року повернувся до Києва.
Багато років працював лікарем Київської духовної семінарії. Викладав гігієну у 3-й гімназії.
З 1902 року стає гласним (депутатом) Київської міської управи.
Впродовж багатьох років був головою дільничної комісії Подільської поліцейської дільниці Києва (він був обраний від цієї дільниці), також очолював відділ народного здоров'я, був членом ряду комісій при управі.
З 1908 року Федір Бурчак стає товаришем (заступником) міського голови Києва.
1909 року Федір Бурчак стає членом Ради Київського товариства взаємного кредиту. Того ж року він — голова комітету по завідуванні Дегтерьовським притулком.
Входив до складу думського комітету зі спорудження пам'ятника Тарасу Шевченку.
Також він був членом правління Товариства швидкої медичної допомоги, входив до ради Олександрівської лікарні.
1913 року став ініціатором створення та відкриття (1915 року) у Києві міської аптеки — першої аптеки, створеної міською владою, а не приватними особами.
У 1915–1917 рр. був лікарем Державного банку.
Крім того, з 1903 року Федір Бурчак був старостою церкви Різдва Христового, поряд із якою він мешкав багато років.
20 червня (3 липня) 1916 року після того, як Іполит Дьяков пішов у відставку, Бурчак був затверджений виконувачем обов'язків міського голови і працював на цій посаді до серпня 1917 року.
Після 1917 року працював лікарем у 3-й гімназії. 1918 року був керівником Білоруської торгової палати у Києві.
У 1920-х роках під час НЕПу Федір Бурчак був головою правління Товариства взаємного кредиту, що розташовувалося на Хрещатику, 19 (тоді вул. Воровського). Наразі біографічні відомості про особистість уриваються 1926 роком.

## Родина
Був одружений з Вірою Францівною Бурчак (уродженою Швогер-Летецькою). Подружжя мало синів: Миколу (04.05.1893– не раніше 1979), Льва (30.06.1894–1979), Гліба (нар. 24.05.1896), Олександра (нар. 29.08.1901). Віра Бурчак була власницею будинку № 71 на вул. Олександрівській.
Старший син — Микола Федорович Бурчак — з 1912 року навчався на медичному факультеті Київського університету св. Володимира, став лікарем. Під час Другої світової війни у діючій армії, війну закінчив у званні майора медичної служби у складі 1-го Українського фронту, у травні 1945 року нагороджений орденом Червоної Зірки. Після демобілізації жив у Євпаторії, 1946 року працював головним лікарем Мойнакської грязелікарні, з 1947 року — начальником медчастини, лікарем-гінекологом Центральної курортної лікарні Євпаторії. Був депутатом Євпаторійської міської ради. Нагороджений орденом Трудового Червоного Прапора, медалями. Помер не раніше 1979 року. Особисті документи про життєвий шлях Миколи Бурчака зберігаються в Євпаторійському краєзнавчому музеї.

## Адреси в Києві
- вул. Олександрівська, 77 (сучасна адреса — вул. Петра Сагайдачного, 21) (1899–1902; 1905);
- вул. Олександрівська, 71 (сучасна адреса — вул. Петра Сагайдачного, 15, не зберігся) (1903–1904; 1906–1911; 1914);
- вул. Олександрівська, 73 (сучасна адреса — вул. Петра Сагайдачного, 17, не зберігся) (1912–1913; з 1915).